# Пакистанская мусульманская лига (Н)
Пакистанская мусульманская лига (Н) (урду پاکستان مسلم لیگ ن) — правоцентристская консервативная партия в Пакистане. После всеобщих выборов 2013 года получили большинство в парламенте и в Национальной ассамблее и ассамблеи Пенджабской области Пакистана, однако потеряло его в обоих случаях после 2018 года, уступив место оппозиционной коалиции. Основателем партии и её многолетним лидером до своего отстранения Верховным судом был политик и бизнесмен Наваз Шариф. Платформа партии обычно консервативна, предполагает поддержку свободного рыночного капитализма, создание прочной национальной обороны и противодействие профсоюзам.

## История
После выборов 1985 года премьер-министр Пакистана Мухаммад Хан Джунеджо собрал сторонников диктатуры Зия-уль-Хака в партию, названную Пакистанская мусульманская лига. После смерти президента Зии-уль-Хака в 1988 году в партии произошёл раскол. Губернатор Хайбер-Пахтунхвы Фида Мухаммад Хан со своими многочисленными сторонниками организовал новую партию. Партию покинул со своей фракцией и Наваз Шариф. Вскоре он сформировал консервативный союз с различными правыми и исламистскими политическими партиями, известный как Исламский демократический альянс. Альянс сформировал правительство в 1990 году под руководством Наваза Шарифа. В 1993 году альянс самораспустился, и партия приняла свой нынешний облик, обозначив себя как фракция «Наваз» (Н) Пакистанской мусульманской лиги.
С момента своего основания Пакистанская мусульманская лига, наряду с Народной партией, составляла основу двухпартийной политической системы страны. Однако после военного переворота 1999 года Наваз Шариф был вынужден покинуть страну, а его партия утратила свою популярность, оказавшись в тени поддерживаемой новым президентом генералом Первезом Мушаррафом Пакистанской мусульманской лиги (К), ранее являвшейся фракцией ПМЛ (Н). Позже Наваз вернулся в Пакистан и вновь возглавил партию, вернув ей популярность на всеобщих выборах 2008 года.
13 мая 2008 года, министры от ПМЛ (Н) вышли из правительства в знак протеста, против решения связанного с восстановлением в должности судей. Наваз заявил, что ПМЛ (Н) будет поддерживать правительство, но не будет участвовать в нём. Зардари, надеясь сохранить коалицию, сообщил премьер-министр Юсуфу Реза Гилани отклонить отставку Шарифа.
Пакистанская мусульманская лига-Наваз (ПМЛ (Н)) и Пакистанская народная партия (ПНП) 27 июня 2008 года, выиграли соответственно три и два дополнительных места на выборах в Национальную ассамблею. Также эти две партии завоевали, в общей сложности, 19 из 23 мест в Провинциальной ассамблеи. ПНП Беназир Бхутто выиграла 123 места в 342-местном Национальной ассамблее, а партия Шарифа заняла второе место с результатом 91 место, в то время как ПМЛ (К) оказалась третьей (54 места). Пакистанская мусульманская лига (Н) выиграла восемь мест в Провинциальной ассамблее, в то время как ПНП завоевала семь мест.
После выборов 2013 года ПМЛ-Н вернулась к власти, а Шариф стал премьер-министром на беспрецедентный для Пакистана третий срок. Наибольшей популярностью партия пользуется в провинции Пенджаб, где она образовывала провинциальное правительство шесть раз с 1985 года (за исключением 1993 и 2002 годов), в том числе дважды под руководством брата Наваза Шарифа Шехбаза.

## Результаты выборов
| Выборы | Голоса Процент |         | Места      | Глава партии                                     | Положение в парламенте  |
| ------ | -------------- | ------- | ---------- | ------------------------------------------------ | ----------------------- |
| 1985   | —              | 46,4 %  | 96 из 200  | члены партии участвовали в качестве беспартийных | В союзе с Зия-уль-Хаком |
| 1988   | 5 908 741      | 30,2 %  | 56 из 207  | Фида Мухаммад Хан                                | В оппозиции             |
| 1990   | 7 908 513      | 37,4 %  | 106 из 207 | Наваз Шариф                                      | Правящая                |
| 1993   | 7 980 229      | 39,9 %  | 73 из 207  | Наваз Шариф                                      | В оппозиции             |
| 1997   | 8 751 793      | 45,9 %  | 155 из 207 | Наваз Шариф                                      | Правящая                |
| 2002   | 3 791 321      | 12,71 % | 18 из 207  | Джавед Хашми                                     | В оппозиции             |
| 2008   | 6 781 445      | 19,6 %  | 91 из 342  | Низар Али Хан                                    | В оппозиции             |
| 2013   | 14 874 104     | 32,77 % | 190 из 342 | Наваз Шариф                                      | Правящая                |